# Tommy Ramone
Pour les articles homonymes, voir Ramone (homonymie).
Tommy Ramone, né Tamás Erdélyi (aussi connu sous le nom de Thomas Erdelyi) à Budapest en Hongrie le 29 janvier 1949 et mort le 11 juillet 2014, est un batteur et un producteur de musique américain d'origine hongroise. Il est principalement connu pour avoir été avec Joey Ramone, Dee Dee Ramone et Johnny Ramone l'un des membres fondateurs et le batteur du groupe punk américain The Ramones, pour lequel il a officié de 1974 à 1978 (il sera alors remplacé par Marc Bell, alias Marky Ramone), dont il a été le producteur.

## Biographie
Issu d'une famille juive originaire de Hongrie, Thomas Erdélyi grandit dans le quartier de Forest Hills, dans le Queens à New York. C'est durant ses études a la Forest Hill High School que Thomas Erdelyi rencontre ses futurs compagnons des Ramones. Bien qu'il se fera connaître plus tard comme le batteur des Ramones, il est à l'origine guitariste. C'est donc de cet instrument qu'il joue dans un premier temps avec John Cummings (futur Johnny Ramone) dans un groupe de garage rock nommé The Tangerine Puppets qui n'officie que de 1966 à 1967. Très tôt intéressé par la production et le travail en studio, il est présent lors de la production de l'album Band of Gypsys de Jimi Hendrix. Après ses études, il fonde avec Monte Melnick, futur "tour manager" des Ramones, un studio d'enregistrement à Manhattan, Performance Studio, qui servira plus tard de local de répétition aux Ramones. De 1967 à 1973, il joue aussi de la guitare dans un groupe de hard rock, Triad and Butch.
Lorsque les Ramones se forment en 1974, il ne se destine tout d'abord à n'être que le manager du groupe. C'est Joey Ramone qui officie à la batterie et Dee Dee Ramone qui assure le chant et la basse. Mais comme ce dernier peine à faire les deux en même temps, Joey lâche la batterie pour prendre le chant et le groupe doit se trouver un nouveau batteur. C'est Thomas alors qui prend place derrière la batterie, sous le pseudonyme de Tommy Ramone. Il restera avec les Ramones jusqu'en 1978, enregistrant trois albums : Ramones (1976), Leave Home (1977)  et Rocket to Russia (1977).
Bien que Joey et Dee Dee soient les compositeurs principaux des chansons du groupe, Tommy est aussi connu pour avoir écrit deux des chansons les plus célèbres du groupe: I Wanna Be Your Boyfriend et surtout Blitzkrieg Bop. Bien que Dee Dee Ramone ait été crédité pour ce dernier titre, ses seules contributions ont été de changer un vers ("Shoutin' in the back now" en "Shoot'em in the back now") et le titre de la chanson ("Blitzkrieg Bop" au lieu de "Animal Hop").
En 1978, lassé des tensions au sein du groupe et des tournées, il quitte le combo new-yorkais et est remplacé par Marky Ramone. Néanmoins, il participe à la production de certains des albums du groupe : Road to Ruin en 1978 et Too Tough to Die en 1984. Il lui arrivera d'enregistrer certaines parties guitare en studio pour le groupe.
Bien que Tommy ait été membre fondateur du groupe, Johnny et Dee Dee Ramone ont tous deux dans un documentaire consacré aux Ramones, réfuté le fait qu'il ait influencé le "son Ramones". Dee Dee déclara même qu'il n'avait été qu'« à la bonne place au bon moment ». Néanmoins, il semblerait aux dires de Marky Ramone, qu'il s'agissait d'une forme de peur et de jalousie envers Tommy. En effet, Tommy étant à la fois compositeur, producteur et instigateur de la pulsation rythmique, Johnny et Dee  Dee, respectivement le leader et le compositeur du groupe, avaient peur qu'il prenne trop d'importance et qu'il leur fasse de l'ombre. C'est en partie pour cela qu'il a quitté le groupe en 1978, mais aussi en raison du fait qu'il ne s'y sentait plus à sa place. En effet, contrairement aux autres membres du groupe, il n'avait pas une vie chaotique et ne souffrait pas d'addictions diverses. Il est souvent considéré comme le membre « normal » du groupe. De manière plus objective, Tommy Ramone a fortement inspiré le son Ramone, par le fait que tous les batteurs qui officieront plus tard dans le groupe, vont copier sa façon de jouer.
Après les Ramones, il choisit de passer définitivement de l'autre côté de la console et de devenir producteur. Néanmoins, il a formé par la suite avec Claudia Tienan, un duo acoustique, dont le son est très old-time music, nommé Uncle Monk.

## Mort
Tommy Ramone décède le 11 juillet 2014, à l'âge de 65 ans, des suites d'un cancer des canaux biliaires. Malgré sa courte carrière de batteur (1974-1978) au sein du groupe Ramones, il était le dernier membre fondateur vivant du groupe, et son décès émeut le monde du punk rock, sa disparition tirant la révérence du groupe légendaire.

## Albums produits
- Ramones (1976) : 
  - Leave Home (1977)
  - Rocket to Russia (1977)
  - Road to Ruin (1978)
  - Too Tough to Die (1984)
  - It's Alive (1979)
- The Replacements : 
  - Tim